# Julius Bode
Julius Bode (* 4. Oktober 1876 in Lüneburg; † 11. April 1942 in Bremen) war ein deutscher Pastor und Politiker.

## Biografie
Bode war der Sohn eines Seminaroberlehrers. Er studierte Theologie an der Universität Göttingen und der Universität Erlangen. Nach seiner Ordination war er von 1903 bis 1908 Pastor an der evangelisch-lutherischen Hauptkirche St. Cosmae et Damiani in Stade. Hier war er auch der Seelsorger an der Taubstummenanstalt. 1908 wurde er Pastor an der St. Ansgarii-Kirche in Bremen. Als Prediger war er beliebt auf Grund seiner sozialen Einstellung. Er war zudem aktiver Freimaurer in der Loge Friedrich Wilhelm zur Eintracht und galt als ein politischer Pastor. Im Ersten Weltkrieg vertrat er einen extrem nationalistischen Standpunkt.
1919/20 war er Mitglied der verfassungsgebenden Bremer Nationalversammlung. Auch hier war er ein entschiedener Gegner der Kommunisten und Sozialisten. Aber er lehnte auch den dann aufkommenden Nationalsozialismus ab und äußerte sich in der Öffentlichkeit kritisch über diese Entwicklung.

## Werke
"Kriegspredigten":
- Heiliges Vaterland! Fünf Kriegspredigten. Vlg. Heinr. Drewes, 1914
- Deutsch allewege! Neue Kriegspredigten von Julius Bode, Pastor zu Bremen, 1914
- Stark bleiben! Kriegspredigten von Julius Bode, Pastor zu Bremen, 1915
- Vom Deutschtum: Neue Kriegspredigten von Julius Bode, Pastor zu Bremen, 1915

Sonstige Werke:
- In Heiliger Macht. Zopfs und Sohn, Leer 1930 (?).
- Wodan und Jesus. Verlag Frei-Deutschland, Sontra, 1920.
- Vom Geisteserbe deutscher Heldenväter Bremen, Friedrich & Co., 1920
- Der Wille Zum Deutschen Morgen – Ein Weckruf. Friedrich & Co., Bremen 1921.
- Freimaurerei und Aufau. In: Der unsichtbare Tempel. Verlag Ernst Reinhardt, München 1920.
- Monismus und Religion. In: Hamburger Logenblatt, 1911.
- Die deutsche Freimaurerei und die deutsche Reformation. In: Hamburger Logenblatt, 1917.